# Gordon Singleton
Gordon Singleton (Niagara Falls, 9 de agosto de 1956-Niagara Falls, 24 de marzo de 2024) fue un deportista canadiense que compitió en ciclismo en la modalidad de pista, especialista en las pruebas de velocidad individual y keirin.
Ganó cuatro medallas en el Campeonato Mundial de Ciclismo en Pista entre los años 1979 y 1982. En 2015 fue incluido en el Salón de la Fama del Ciclismo Canadiense.
Falleció a los 67 años de cáncer de próstata.

## Medallero internacional
| Campeonato Mundial | Campeonato Mundial       | Campeonato Mundial | Campeonato Mundial       |
| Año                | Lugar                    | Medalla            | Competición              |
| ------------------ | ------------------------ | ------------------ | ------------------------ |
| 1979               | Ámsterdam (Países Bajos) | Medalla de plata   | 1 km contrarreloj (A)    |
| 1981               | Brno (Checoslovaquia)    | Medalla de plata   | Velocidad individual (P) |
| 1982               | Leicester (Reino Unido)  | Medalla de oro     | Keirin (P)               |
| 1982               | Leicester (Reino Unido)  | Medalla de plata   | Velocidad individual (P) |